# Caquexia
Caquexia (do grego κακός, "ruim", e ἕξις. "condição") é uma síndrome complexa e multifatorial que se caracteriza pela perda de peso, atrofia muscular, fadiga, fraqueza e significante perda de apetite em pessoas que não estão ativamente tentando perder peso.

## Causas
Diversas doenças estão associadas a caquexia:
- Câncer;
- AIDS;
- Doença celíaca;
- Doença pulmonar obstrutiva crônica;
- Esclerose múltipla;
- Artrite reumatoide;
- Insuficiência cardíaca congestiva;
- Tuberculose;
- Polineuropatia amiloidótica familiar;
- Atrofia de múltiplos sistemas;
- Intoxicação por mercúrio;
- Doença de Crohn;
- Diabetes mellitus tipo 1 severa;
- Anorexia nervosa;
- Hipertireoidismo e deficiência hormonal;
- Fibrose cística;
- Insuficiência renal;
- Hepatopatias (DHNA - Doença hepática não alcoólica e DHA - Doença hepática alcoólica - devido a má absorção de nutrientes, redução do estoque de vitaminas, do metabolismo hepático e alterações endócrinas);
- Queimaduras amplas e graves;
- Leishmaniose visceral;
- Lesões da parte lateral do hipotálamo.

A caquexia também é consequência da idade avançada (muito além da expectativa de vida normal), sendo uma importante causa de morte na velhice.
Atinge 5 a 15% dos pacientes com insuficiência cardíaca ou renal crônica e 60 a 80% dos pacientes com câncer terminal.

## Sinais e sintomas
A caquexia é caracterizada por:
- Perda de peso
- Atrofia muscular
- Fadiga
- Fraqueza
- Perda de apetite

## Tratamento
O tratamento da caquexia depende da causa, do prognóstico e de outros fatores relacionados ao paciente.
Alimentação com muitas calorias é ineficiente para repor a perda muscular e nutricional, mas é importante para evitar maior perda ao organismo. Alimentação parenteral reduz a mortalidade.
Existem diversos medicamentos que podem ser usados dependendo do caso:
- Hormônio do crescimento;
- Esteroides;
- Antioxidantes;
- Omega 3
- Anti-inflamatórios;
- Suplementos de vitaminas e sais minerais;
- Canabinoides.

Não existem evidências científicas suficientes relacionando o consumo de óleo de peixe no tratamento da caquexia associada a casos avançados de câncer.